# Seneca (Illinois)
Pour les articles homonymes, voir Seneca.
Seneca est un village des comtés de Grundy et LaSalle dans l'Illinois, aux États-Unis,. Il est incorporé le 22 janvier 1875.

## Démographie
Lors du recensement de 2010, le village comptait une population de 2 371 habitants. Elle est estimée, en 2016, à 2 281 habitants.

## Source de la traduction
- (en) Cet article est partiellement ou en totalité issu de l’article de Wikipédia en anglais intitulé « Seneca, Illinois » (voir la liste des auteurs).